# Альпийская баллада (фильм)
«Альпийская баллада» — советский чёрно-белый широкоэкранный художественный фильм, поставленный на киностудии «Беларусьфильм» в 1965 году режиссёром Борисом Степановым по одноимённой повести Василя Быкова.

## Сюжет
Рассказ о трёх днях жизни бежавших из плена белоруса Ивана и итальянки Джулии.

Плакат фильма,
художник С. Дацкевич

Во время Второй мировой войны в Альпах совершают побег из плена белорусский солдат Иван и итальянская девушка Джулия. Иван собирается пробираться на восток, а девушку отсылает в сторону Триеста, но та не хочет оставаться одна и идёт за ним. Вместе они проводят в Альпах несколько дней и ночей, спасаясь от преследования и влюбляясь друг в друга, пока солдаты не настигают беглецов. Иван спасает Джулию, но погибает сам. После окончания войны Джулия, вернувшаяся в родную Италию, пишет письмо родным и близким Ивана, в котором рассказывает об этой истории и о том, что она родила от него сына.

## В ролях
- Любовь Румянцева — Джулия Новелли
- Станислав Любшин — Иван
- Владимир Белокуров — австриец
- Алексей Котрелёв — сумасшедший немец
- Александра Зимина — мать Ивана
- Всеволод Былинский — старик
- Антонина Бендова — почтальон
- Юрий Юрченко — Голодай
- Геннадий Василевский — Зандлер
- Борис Плосков — Жук
- Вячеслав Кубарев — эсэсовец
- Алексей Нестеров — Сребников
- Галина Макарова — Пелагея
- Валентина Василенко — Янушко

## Съёмочная группа
- Автор сценария — Василь Быков
- Постановка — Бориса Степанова
- Главный оператор — Анатолий Заболоцкий
- Художник-постановщик — Вячеслав Кубарев
- Композитор — Владимир Чередниченко

## Призы и награды
- 1966 — Союз кинематографистов СССР: Дипломы актрисе (Любовь Румянцева), оператору (Анатолий Заболоцкий)
- 1966 — КФ республик Прибалтики, Белоруссии и Молдавии в Вильнюсе: Приз «За лучшее исполнение женской роли»
- 1968 — МКФ в Дели (Индия): Приз за лучший фильм

## История создания
В первой редакции повести Джулия погибала, причём убивал её сам Иван, но в последний момент Василь Быков изменил сюжет.
Съёмки проходили в городе Теберда (Карачаево-Черкесия) и Калининграде.
Итальянский кинорежиссёр Джузеппе Де Сантис был очень заинтересован «Альпийской балладой» и в 1965 году обращался к руководству кинематографии СССР с предложением приобрести права на постановку фильма. В Риме даже состоялся отбор актёров на роли Ивана и Джулии. Но ему отказали и отдали сценарий Борису Степанову. Когда съёмки только начались, в Теберду специально прилетала итальянская актриса, которая была утверждена на роль Джулии в Италии. Прилетала, чтобы просто посмотреть на актрису, которой повезло сниматься по произведению Быкова.
На полученный гонорар за роль Джулии Любовь Румянцева купила себе в элитном магазине «Берёзка» натуральную шубу и подарки для матери и младшей сестры.
В 2003 году «Альпийская баллада» участвовала в ретроспективном показе на кинофоруме в Каннах.
В 2020 году «Альпийская баллада» участвовала в ретроспективном показе на ММКФ в Москве.